# Morti nel 1976/Marzo
| Questa pagina contiene informazioni ricavate automaticamente dalle voci biografiche con l'ausilio del template Bio e di un bot. L'aggiornamento è periodico e automatico e ricostruisce completamente la pagina. Se manca una persona in questa lista, sei pregato di non aggiungerla, ma accertati piuttosto che la sua voce biografica contenga il template Bio e che i dati anagrafici siano correttamente compilati. Se il template Bio manca, inseriscilo tu stesso o, in alternativa, metti l'avviso {{tmp\|Bio}} che ne segnala la mancanza. Se i dati riportati sono sbagliati, correggi direttamente la voce biografica; le modifiche saranno visibili in questa lista entro pochi giorni. Per chiarimenti vedi il progetto biografie. La lista contiene solo le 109 persone che sono citate nell'enciclopedia e per le quali è stato implementato correttamente il template Bio. Pagina aggiornata al 3 mar 2024. |

- 1º marzo - Nicola Fiore, scultore italiano (n. 1881)
- 1º marzo - Jean Martinon, direttore d'orchestra e compositore francese (n. 1910)
- 2 marzo - Narve Bonna, saltatore con gli sci norvegese (n. 1901)
- 2 marzo - Luigi Schingo, pittore e scultore italiano (n. 1891)
- 3 marzo - Carl Clemens Bücker, aviatore, progettista e imprenditore tedesco (n. 1895)
- 3 marzo - Ray Gilbert, paroliere statunitense (n. 1912)
- 3 marzo - Ādolfs Grasis, cestista e allenatore di pallacanestro lettone (n. 1905)
- 3 marzo - Doris Hill, attrice statunitense (n. 1905)
- 3 marzo - Koos van der Kaay, scultore olandese (n. 1899)
- 3 marzo - Pierre Molinier, pittore e fotografo francese (n. 1900)
- 4 marzo - Carlo Ruggiero, politico italiano (n. 1908)
- 4 marzo - Walter Schottky, fisico e inventore tedesco (n. 1886)
- 4 marzo - Nikolaj Semaško, arbitro di pallacanestro e dirigente sportivo sovietico (n. 1905)
- 4 marzo - Jim Walsh, cestista statunitense (n. 1930)
- 5 marzo - Enrico Bartoletti, arcivescovo cattolico italiano (n. 1916)
- 5 marzo - Otto Tief, politico e avvocato estone (n. 1889)
- 6 marzo - Pál Fried, artista ungherese (n. 1893)
- 6 marzo - Maxie Rosenbloom, pugile e attore statunitense (n. 1904)
- 6 marzo - Armando Sapori, storico, archivista e politico italiano (n. 1892)
- 6 marzo - Milton Waldman, curatore editoriale statunitense (n. 1895)
- 7 marzo - Tove Ditlevsen, scrittrice e poetessa danese (n. 1917)
- 7 marzo - Erwin Kroll, compositore, critico musicale e pianista tedesco (n. 1886)
- 7 marzo - Nam Il, militare e politico nordcoreano (n. 1915)
- 7 marzo - Adolphe Reymond, calciatore svizzero (n. 1896)
- 7 marzo - Piero Vidale, compositore, direttore di banda e editore italiano (n. 1902)
- 8 marzo - Giovanni Acanfora, politico italiano (n. 1884)
- 8 marzo - Alfonso Gatto, poeta, scrittore e pittore italiano (n. 1909)
- 8 marzo - Nicola Margiotta, arcivescovo cattolico italiano (n. 1889)
- 8 marzo - Alfons Rebane, militare estone (n. 1908)
- 8 marzo - Pauline de Rothschild, scrittrice e traduttrice francese (n. 1908)
- 9 marzo - Bojan Danovski, attore e regista bulgaro (n. 1899)
- 9 marzo - Doris Miles Disney, scrittrice statunitense (n. 1907)
- 9 marzo - Ruggero Lombardi, politico italiano (n. 1898)
- 9 marzo - Hans Sutor, calciatore tedesco (n. 1895)
- 10 marzo - Pavel Nerad, cestista cecoslovacco (n. 1920)
- 10 marzo - Attilio Piccioni, politico italiano (n. 1892)
- 10 marzo - Haddon Sundblom, illustratore e pittore statunitense (n. 1899)
- 11 marzo - José Batagliero, calciatore argentino (n. 1916)
- 11 marzo - Gordon Dobson, fisico britannico (n. 1889)
- 11 marzo - Harry Hoijer, antropologo e linguista statunitense (n. 1904)
- 11 marzo - Boris Iofan, architetto sovietico (n. 1891)
- 11 marzo - Abram Jakovlevič Model', scacchista russo (n. 1896)
- 11 marzo - Satyu Yamaguti, entomologo giapponese (n. 1894)
- 12 marzo - Antonio Ortiz Alonso, calciatore spagnolo (n. 1918)
- 13 marzo - Giasimu'd-Din, poeta bengalese (n. 1903)
- 13 marzo - Walter Madoi, pittore e scultore italiano (n. 1925)
- 13 marzo - Max Tau, scrittore e editore tedesco (n. 1897)
- 13 marzo - Kosta Tomašević, calciatore jugoslavo (n. 1923)
- 14 marzo - Anton Eduard van Arkel, chimico olandese (n. 1893)
- 14 marzo - Busby Berkeley, regista, coreografo e attore statunitense (n. 1895)
- 14 marzo - Junior Collins, cornista statunitense (n. 1927)
- 14 marzo - Roland Dalbiez, filosofo francese (n. 1893)
- 14 marzo - Ruggero Alfredo Michahelles, pittore e scultore italiano (n. 1898)
- 14 marzo - Tullio Pietrocola, partigiano e chimico italiano (n. 1922)
- 15 marzo - Irzio Luigi Magliacani, vescovo cattolico italiano (n. 1892)
- 15 marzo - Jack McClelland, calciatore nordirlandese (n. 1940)
- 15 marzo - Jo Mielziner, scenografo statunitense (n. 1901)
- 15 marzo - Gina Sammarco, attrice italiana (n. 1897)
- 16 marzo - Ugo Bartesaghi, politico italiano (n. 1920)
- 16 marzo - Guido Corbellini, ingegnere e politico italiano (n. 1890)
- 16 marzo - Isidoro Fagoaga, tenore spagnolo (n. 1893)
- 16 marzo - Davide Fossa, politico italiano (n. 1902)
- 16 marzo - Nico Rijnders, calciatore olandese (n. 1947)
- 17 marzo - Andrew Tombes, attore statunitense (n. 1885)
- 17 marzo - Luchino Visconti, regista e sceneggiatore italiano (n. 1906)
- 18 marzo - Giuseppe Genco Russo, mafioso e politico italiano (n. 1893)
- 19 marzo - Aldo Bocchese, militare e aviatore italiano (n. 1894)
- 19 marzo - Stuart Cloete, scrittore, saggista e biografo sudafricano (n. 1897)
- 19 marzo - Roger Cornforth, pallanuotista e rugbista a 15 australiano (n. 1919)
- 19 marzo - Albert Dieudonné, attore, regista e scrittore francese (n. 1889)
- 19 marzo - Paul Kossoff, chitarrista inglese (n. 1950)
- 20 marzo - Friedrich Donnenfeld, calciatore e allenatore di calcio austriaco (n. 1912)
- 20 marzo - Lorenzo Gallo, calciatore italiano (n. 1905)
- 20 marzo - Michael Goodliffe, attore britannico (n. 1914)
- 20 marzo - Wilhelm Marschall, ammiraglio tedesco (n. 1886)
- 20 marzo - Piero Montagnani, politico, antifascista e partigiano italiano (n. 1901)
- 21 marzo - Joe Fulks, cestista statunitense (n. 1921)
- 21 marzo - Walter J. Kohler, politico, imprenditore e militare statunitense (n. 1904)
- 21 marzo - Adolph Rickenbacker, liutaio e inventore svizzero (n. 1886)
- 21 marzo - Spider Sabich, sciatore alpino statunitense (n. 1945)
- 22 marzo - Viktor Emil von Gebsattel, psichiatra, umanista e psicoterapeuta tedesco (n. 1883)
- 22 marzo - William V. Skall, direttore della fotografia statunitense (n. 1897)
- 22 marzo - Ferdinando Stagno d'Alcontres, politico e banchiere italiano (n. 1920)
- 22 marzo - Hans Thirring, fisico austriaco (n. 1888)
- 23 marzo - Ambrogio Viale, politico italiano (n. 1900)
- 24 marzo - Luis Miró Quesada de la Guerra, politico, diplomatico e giornalista peruviano (n. 1880)
- 24 marzo - Bernard Law Montgomery, generale britannico (n. 1887)
- 24 marzo - E. H. Shepard, artista e illustratore britannico (n. 1879)
- 24 marzo - Hans Sohnle, direttore artistico tedesco (n. 1895)
- 24 marzo - Salvatore Toscano, politico italiano (n. 1938)
- 24 marzo - Maria Zamboni, soprano italiano (n. 1891)
- 25 marzo - Ihsan Nuri, militare e politico curdo (n. 1892)
- 26 marzo - Josef Albers, pittore tedesco (n. 1888)
- 26 marzo - Ernst Albrecht, calciatore tedesco (n. 1907)
- 26 marzo - Gudmund Fredriksen, calciatore norvegese (n. 1899)
- 26 marzo - Franz Hein, chimico tedesco (n. 1892)
- 26 marzo - Lin Yutang, scrittore, traduttore e saggista cinese (n. 1895)
- 26 marzo - Kurt Lundqvist, altista svedese (n. 1914)
- 26 marzo - Rory Mallinson, attore statunitense (n. 1913)
- 26 marzo - Georges Moulène, calciatore francese (n. 1901)
- 28 marzo - Richard Arlen, attore statunitense (n. 1899)
- 28 marzo - Mario Barbon, calciatore italiano (n. 1916)
- 28 marzo - Corrado Cagli, artista italiano (n. 1910)
- 28 marzo - Eric-Heinrich Clößner, generale tedesco (n. 1888)
- 29 marzo - Filippo Aliquò Taverriti, giornalista, storico e lessicografo italiano (n. 1902)
- 30 marzo - Albino Binda, ciclista su strada italiano (n. 1904)
- 30 marzo - Richard Irvine, scenografo statunitense (n. 1910)
- 31 marzo - Angelo Pochissimo, allenatore di calcio e calciatore italiano (n. 1936)
- 31 marzo - Paul Strand, fotografo statunitense (n. 1890)